# 뿔나비아과
뿔나비는 네발나비과 뿔나비아과에 속하는 나비의 총칭이다. 2개 속에 10여 종으로 이루어져 있다.

## 하위 속
- 뿔나비속 (Libythea) - 뿔나비 포함 6종
- Libytheana - 4종

## 한반도의 뿔나비
- 뿔나비 (Libythea celtis) Laicharting, 1782